# Glenea kusamai
Glenea kusamai är en skalbaggsart som beskrevs av Makihara 1988. Glenea kusamai ingår i släktet Glenea och familjen långhorningar. Inga underarter finns listade i Catalogue of Life.